# Crystal (мова програмування)
Crystal — об'єктно-орієнтована мова програмування загального призначення. Crystal вимагає наперед визначення типу змінних ще на стадії опису програми. Має схожий з мовою Ruby синтаксис. 

## Історія
Робота над новою мовою програмування була розпочата в червні 2011 року в компанії Manas.
Перші версії компілятора були написані на Ruby. Проте в 2013 році компілятор був цілком написаний на самому Crystal.
В липні 2014 року презентовано перший офіційний реліз мови програмування.
Мета розробників — створити мову таку ж ефективну на стадії проєктування, як і Ruby, але більш ефективну на стадії виконання. Станом на 2016 рік деякі тести показували прискорення у порівнянні з Ruby до 40 разів, а деякі, навпаки, гальмування.
На поточний час мова активно еволюціює. 

## Приклади

### Hello World
Класична програма Hello World на Crystal:
```
puts
 
"Hello World!"

```

Або із застосування об'єктно-орієнтованого стилю:
```
class
 
Greeter

  
def
 
initialize
(
@name
 
:
 
String
)

  
end

  
def
 
salute

    
puts
 
"Hello 
#{
@name
}
!"

  
end

end

g
 
=
 
Greeter
.
new
(
"world"
)

g
.
salute

```

### HTTP сервер
Приклад опису простого Вебсервера:
```
require
 
"http/server"

server
 
=
 
HTTP
::
Server
.
new
 
do
 
|
context
|

  
context
.
response
.
content_type
 
=
 
"text/plain"

  
context
.
response
.
print
 
"Hello world! The time is 
#{
Time
.
now
}
"

end

puts
 
"Listening on http://0.0.0.0:8080"

server
.
listen
(
8080
)

```

### TCP echo сервер
Простий сервер відголосу — сервіс, що повторює те що отримав. Як звіичайний відголос.  
```
require
 
"socket"

def
 
handle_client
(
client
)

  
message
 
=
 
client
.
gets

  
client
.
puts
 
message

end

server
 
=
 
TCPServer
.
new
(
"localhost"
,
 
1234
)

while
 
client
 
=
 
server
.
accept?

  
spawn
 
handle_client
(
client
)

end

```